# Lex Aurelia judiciaria
Aurelia judiciaria va ser una llei romana proposada pel pretor Luci Aureli Cotta l'any 683 de la fundació de Roma (70 aC) i sota els cònsols Marc Licini Cras i Gneu Pompeu Magne; retirava el poder de jutjar als equites que abans corresponia al senat romà, i ara passava als senadors, cavallers i tribuns de l'erari.